# روفی-ل-بن
روفی-ل-بن (به فرانسوی: Ruffey-lès-Beaune) یک کمون در فرانسه با جمعیت ۶۷۸ نفر است که در Canton of Beaune-Sud واقع شده‌است.